# Серебрянська ГЕС 2
Серебрянська ГЕС 2 — гідроелектростанція у Мурманській області Росії. Знаходячись після Серебрянською ГЕС 1, становить нижній ступінь каскаду на річці Ворон'я, яка витікає з Ловозера та впадає до губи Ворон'я (Баренцове море).
У межах проекту річку перекрили земляною греблею з ядром із металевого шпунта та суглинків висотою 63 метра та довжиною 1814 метрів. Вона утримує водосховище з площею поверхні 26 км2 і об'ємом 428 млн м3 (корисний об'єм лише 5 млн м3).
Зі сховища через три напірні водоводи довжиною по 177 метрів зі спадаючим діаметром від 5,6 до 5,2 метра ресурс подається до машинного залу. Основне обладнання станції становлять три турбіни типу Каплан потужністю по 52 МВт, які використовують напір у 63 метра та забезпечують виробництво 519 млн кВт-год електроенергії на рік.
Відпрацьована вода повертається у річку по відвідному каналу довжиною 0,5 км.
Видача продукції відбувається по ЛЕП, розрахованій на роботу під напругою 150 кВ.
Зведення греблі потребувало 2,75 млн м3 матеріалу, крім того, здійснили екскавацію 1,6 млн м3 ґрунту та 0,57 млн м3 скельних порід і використали 66 тис. м3 бетону.